# Eparquía de Tsilkani y Dusheti
La eparquía de Tsilkani y Dusheti (en georgiano: წილკნისა და დუშეთის ეპარქია) es una eparquía (diócesis) de la iglesia ortodoxa georgiana con sede en Dusheti, Georgia. Tiene jurisdicción sobre el municipio georgiano de Dusheti (excepto las regiones de Pshavia y Jevshuretia), algunos pueblos del municipio de Mtsjeta y el territorio entre los ríos Ksani y Aragvi (una pequeña parte se encuentra en municipio de Ajalgori, controlado por la de facto República de Osetia del Sur).
La residencia del metropolitano se encuentra en Dusheti y su centro religioso es la catedral de Tsilkani.

## Historia
En Tsilkani se descubrió una iglesia paleocristiana de los siglos II-III. El cristianismo fue difundido en las montañas por el hijo de Mirian III de Iberia (primer rey cristiano de Georgia), Bakar. El nombre Tsilkani proviene del pueblo de Tsilkani, donde Bakar Miriamovich construyó la catedral de Tsilkani. Tsilkani no se menciona entre los 12 obispados creados por Vajtang I Gorgasali, pero debió existir en el siglo V.
Poco a poco las fronteras de la eparquía de Tsilkani se ampliaron. En la segunda mitad del siglo XV, tras la división de Georgia en reinos, la mayor parte de la diócesis fue anexada a la eparquía de Alaverdi. En la primera mitad del siglo XVI se produjo una disputa entre el obispo de Tsilkani y los católicos de Mtsjeta, que fue resuelta por Luarsab I de Iberia, dividiendo los territorios de la eparquía. A finales del siglo XIX, había 40 aldeas en Tsilkani, y la eparquía de Tsilkani ocupaba el cuarto lugar entre todas las diócesis de Georgia. En 1800, había 75 sacerdotes, 11 secretarios y unos cincuenta empleados de la iglesia en Tsilkani.
Después de la muerte del obispo Juan Kurumidze, la eparquía de Tsilkani fue anexada primero a Samtavisi y luego a Nikozi. En 1811, tras la abolición de la autocefalia de la Iglesia ortodoxa georgiana, el gobierno ruso también abolió la eparquía de Tsilkni y lo añadió a la recién formada eparquía de Iberia-Kajetia. 
Después de la recuperación de la autocefalia de la Iglesia ortodoxa de Georgia en 1917, se restauró la eparquía de Tsilkani. De 1954 a 1972 no fue reemplazada; desde 1984, Zosima Shiolashvili es obispo de Tsilkani.

## Arzobispos metropolitanos
| Imagen | Nombre                | Periodo                                        |
| ------ | --------------------- | ---------------------------------------------- |
|        | Giorgi Aladashvili    | 1918 - julio de 1920                           |
|        | Pável Yaparidze       | 18 de abril de 1924 - 26 de marzo de 1928      |
|        | Alexi Guersamia       | 1 de septiembre de 1930 - 7 de febrero de 1938 |
|        | Tarasy Kandelaki      | 19 de marzo de 1939 - 12 de diciembre de 1951  |
|        | Gobron Tskrialashvili | 3 de enero de 1954 - 19 de febrero de 1954     |
|        | Gaiy Keratishvili     | 26 de marzo de 1972 - 15 de febrero de 1978    |
|        | Tadeo Ioramashvili    | 24 de diciembre de 1978 - 1 de octubre de 1980 |
|        | Giorgi Gongadze       | 1 de octubre de 1980 - 22 de junio de 1982     |
|        | Zosima Shioshvili     | 20 de julio de 1984                            |